# Douglas A-3 Skywarrior
Il Douglas A-3 Skywarrior (dall'inglese Guerriero del cielo) era un bimotore a getto da bombardamento imbarcato con ala a freccia, prodotto dall'azienda statunitense Douglas Aircraft Company a partire dagli anni cinquanta.
È stato l'aereo imbarcato più pesante a prestare regolare servizio in reparti imbarcati sulle portaerei della United States Navy fino all'entrata in servizio dell'F14 Tomcat; ne venne derivata una versione terrestre per la United States Air Force, designata B-66 Destroyer.
Prima dell'introduzione delle nuove designazioni unificate per le diverse forze aeree statunitensi, era identificato con la sigla A3D.

## Storia del progetto
Il progetto dello Skywarrior (sigla di fabbrica Model 593) nacque in seguito ad una specifica con la quale l'US Navy, nel 1947, richiedeva un bombardiere tattico che potesse operare anche come bombardiere strategico e che fosse in grado di trasportare un ordigno nucleare: il peso del carico offensivo trasportato doveva essere di almeno 10 000 lb (pari a 4 536 kg), il raggio d'azione di almeno 2 000 nmi (pari a 3 704 km) ed il peso massimo al decollo non superiore alle 100 000 lb (45 360 kg).
Con questo nuovo velivolo lo stato maggiore della marina statunitense intendeva identificare, fin da allora, il sostituto del North American AJ Savage che veniva considerata una macchina di transizione (essendo ancora dotata di motori a pistoni) e che sarebbe entrata in servizio effettivo solo due anni dopo, nel 1949.

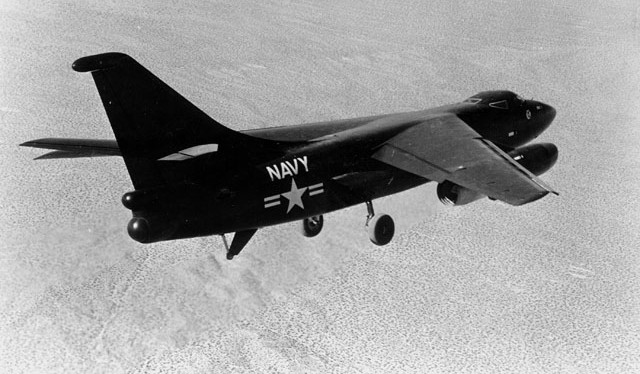
Il prototipo dello Skyrider ritratto durante il primo volo. Si notino i motori Westinghouse J40.

Lo studio tecnico della Douglas, guidato fin dal 1936 da Ed Heinemann, incentrò la propria proposta su un velivolo con ala a freccia, motorizzato con due turbogetti Westinghouse J40, ognuno disposto in una gondola subalare.
Sebbene nel 1947 l'US Navy avesse intenzione di realizzare una nuova classe di portaerei, la prevista "superportaerei" USS United States (CVA-58), la Douglas mantenne il peso massimo previsto per il nuovo aereo entro le 70 000 lb (inferiore del 30% rispetto alla richiesta): alcune fonti indicano che alla base di tale scelta vi fosse un lungimirante scetticismo da parte del team di progettisti circa la fattibilità della "super-portaerei", mentre altre notizie indicherebbero una revisione delle richieste da parte dell'US Navy stessa, al fine di consentire l'impiego del velivolo sulle portaerei all'epoca già in servizio.
Indipendentemente dalla ragione sottostante, il contenimento del peso finale rappresentò una grossa sfida per la Douglas: venne addirittura presa la decisione di eliminare i sedili eiettabili per i tre membri dell'equipaggio, in favore di due portelli d'emergenza (uno nella parte superiore ed uno nella parte inferiore della fusoliera, sistemati posteriormente alla cabina di pilotaggio). Tale soluzione consentì di risparmiare complessivamente 550 lb di peso (250 kg) ma valse allo Skywarrior, in un gioco di assonanze con la designazione A3D (prevista dallo schema standard del periodo), il nomingnolo "All 3 Dead" (in lingua inglese, "tutti e 3 morti"). Nonostante tutto, come accennato, lo Skywarrior divenne comunque l'aereo imbarcato più pesante a prestare regolare servizio in reparti imbarcati sulle portaerei della United States Navy; il velivolo in assoluto più pesante che abbia mai operato da una portaerei statunitense fu, invece, un esemplare di KC-130F utilizzato per una serie di test svolti nel novembre del 1963 a bordo della USS Forrestal.
La fase progettuale dello Skywarrior si rivelò piuttosto complessa e richiese circa due anni: l'ordine per la costruzione di due prototipi (cui fu assegnata la designazione XA3D-1) venne infatti firmato il 31 marzo 1949. Il mese successivo venne data la notizia della cancellazione del progetto della portaerei USS United States.
Anche la realizzazione dei prototipi richiese un periodo di tempo considerevole: il primo volo dello Skywarrior avvenne solamente il 28 ottobre 1952; per di più dopo poco tempo il progetto del motore Westinghouse J40 fu a sua volta abbandonato e si dovette trovare un propulsore alternativo. L'unità prescelta fu il Pratt & Whitney J57 che andò così ad equipaggiare i prototipi ed il velivolo di preserie (YA3D-1). Il primo Skywarrior di serie fu portato in volo il 16 febbraio del 1953 ed il primo reparto a divenire operativo (nel marzo del 1956) fu lo squadrone "VAH-1", all'epoca basato presso la Naval Air Station Jacksonville (nell'omonima città della Florida).

## Tecnica

### Struttura

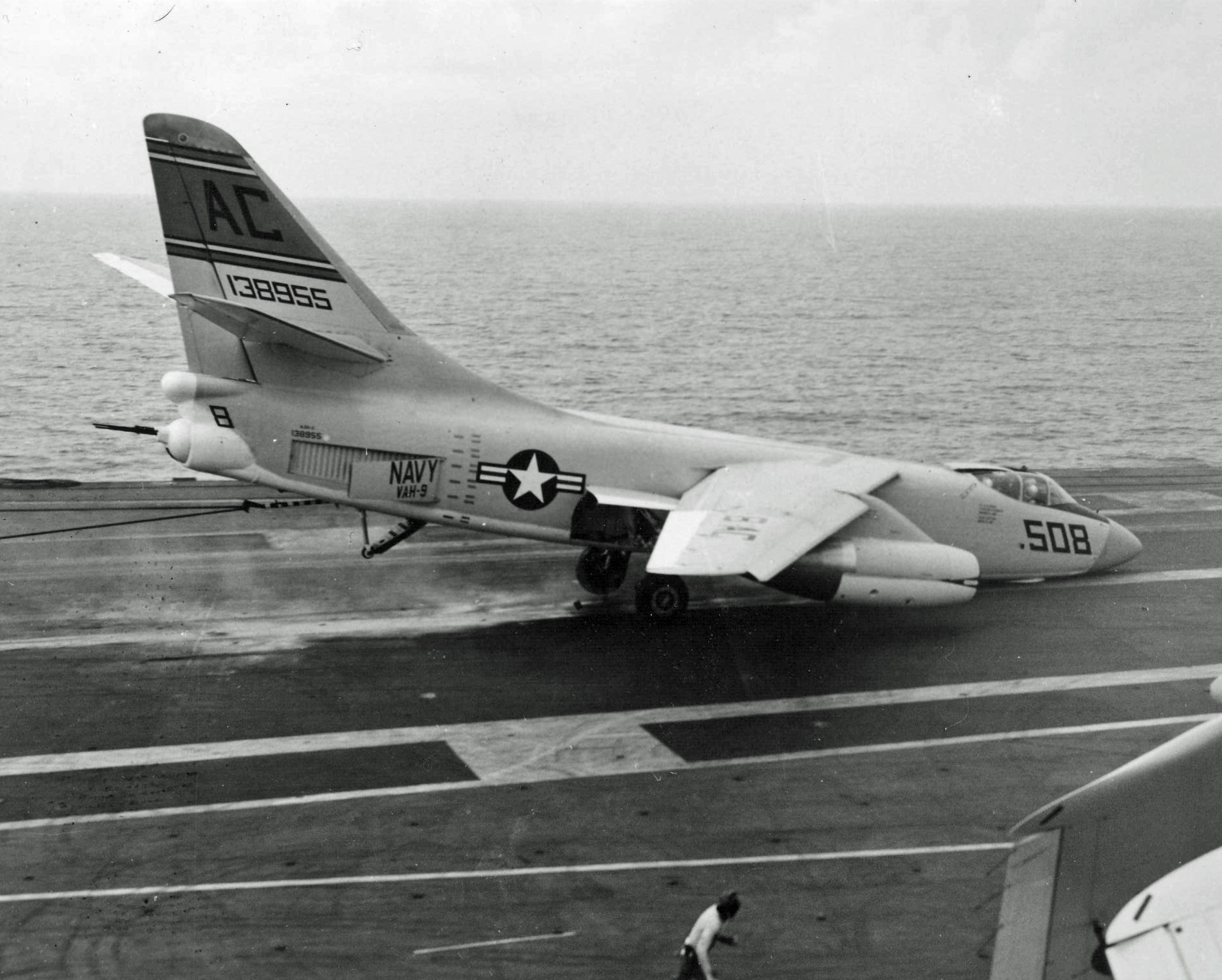
Un A3D-2 sul ponte della USS Saratoga dopo il cedimento del carrello anteriore nel corso dell'appontaggio.

Lo Skywarrior era un velivolo dalla struttura interamente metallica, per la cui realizzazione si faceva largo impiego di leghe di alluminio. La fusoliera si presentava in forma squadrata ed al suo interno era ricavato uno spazioso vano bombe.
L'ala era collegata all'estremità superiore della fusoliera ad aveva un angolo di freccia positivo, pari a 36°; anche i piani orizzontali erano a freccia e presentavano un sensibile angolo diedro positivo. Le semiali e la deriva erano ripiegabili con comando idraulico, al fine di agevolare lo stivaggio negli hangar delle portaerei.
Il carrello d'atterraggio era di tipo triciclo anteriore, con l'elemento posteriore che si ritraeva in fusoliera (riprendendo una soluzione già sperimentata dalla Douglas nel precedente XB-43). I serbatoi di carburante erano disposti sia nella fusoliera (alle spalle dell'equipaggio) che integrati nella struttura delle ali.
Come già detto una delle caratteristiche peculiari del velivolo era l'assenza di seggiolini eiettabili; per abbandonare il velivolo (in caso di necessità) l'equipaggio aveva a disposizione due portelli d'emergenza: uno (di tipo a scivolo) nella parte inferiore della fusoliera ed uno nella parte superiore (particolarmente utile in caso di ammaraggio forzato).

### Motore
Nella stesura iniziale del progetto, era previsto che la propulsione dello Skywarrior fosse affidata a due unità del nuovo turbogetto Westinghouse J40: nella realtà dei fatti i prototipi (designati XJ40-WE-3) di questo motore equipaggiarono esclusivamente i due prototipi del velivolo; il successivo abbandono del loro progetto portò alla definitiva adozione dei turbogetti Pratt & Whitney J57 su tutti gli esemplari di serie dell'A-3. I due motori erano disposti al di sotto delle semiali in apposite gondole rivolte in avanti rispetto al bordo d'entrata delle ali.
Era prevista, almeno inizialmente, la possibilità di installare 12 apparati RATO (Rocket-Assisted Take Off, decollo assistito da razzi) ai lati della fusoliera, al fine di agevolare il decollo dai ponti delle portaerei.

### Armamento
Lo Skywarrior era dotato di una capiente stiva, realizzata nel tronco posteriore della fusoliera, per il trasporto dei carichi di caduta. L'A-3 era stato realizzato per trasportare fino a 12 000 lb (pari a poco più di 5 400 kg) di bombe o di mine. Questa capacità di carico conferiva al velivolo la possibilità di assolvere a compiti di bombardamento sia tattico che strategico.
Nel vano bombe potevano essere alloggiati anche ordigni nucleari, facendo così dello Skywarrior il principale elemento deterrente a disposizione dell'US Navy, fino alla comparsa dei SSBN (Submersible Ship Ballistic Nuclear) all'inizio degli anni sessanta.
L'armamento difensivo era costituito da una coppia di cannoni calibro 20 mm disposti nella torretta di coda, controllata a distanza e dotata di sistema di puntamento dotato di radar.

### Sistemi
I primi Skyriders impiegavano il sistema radar di navigazione e bombardamento AN/ASB-1A (simile a quello già impiegato sul North American AJ Savage e sul Lockheed P2V Neptune) mentre sugli ultimi esemplari di produzione venne installata la versione AN/ASB-7, mentre sulle versioni ECM, come apparato per il disturbo venne impiegato il sistema AN/ALQ-76 alloggiato in appositi piloni subalari.

## Impiego operativo
All'epoca della loro entrata in servizio gli A3D-1, affettuosamente soprannominati Whale (balena, in ragione delle loro dimensioni), andarono ad equipaggiare i reparti da bombardamento pesante ("VAH", heavy attack squadron) ed erano dipinti nella colorazione navy blue, standard per l'epoca nell'US Navy.
Già nel 1955 un esemplare venne modificato e (designato YA3D-1P) utilizzato come prototipo per una versione da fotoricognizione: la parte anteriore del vano bombe venne modificata con l'installazione di 12 apparati fotografici accessibili anche durante il volo (eventuali interventi erano a cura del cannoniere).
Nello stesso anno altri cinque velivoli vennero trasformati con l'installazione di apparati per la guerra elettronica e missioni ELINT; questi esemplari (A3D-1Q) erano riconoscibili esternamente per la presenza di carenature contenenti apparecchiature elettroniche: nella parte anteriore della fusoliera (disposte sui lati), nella parte ventrale e sulla sommità della deriva. Tutte queste apparecchiature erano affidate a quattro membri supplementari dell'equipaggio che erano stati sistemati all'interno della fusoliera, al posto del vano bombe. Questi operatori, per una ragione rimasta ignota, vennero soprannominati "corvi".

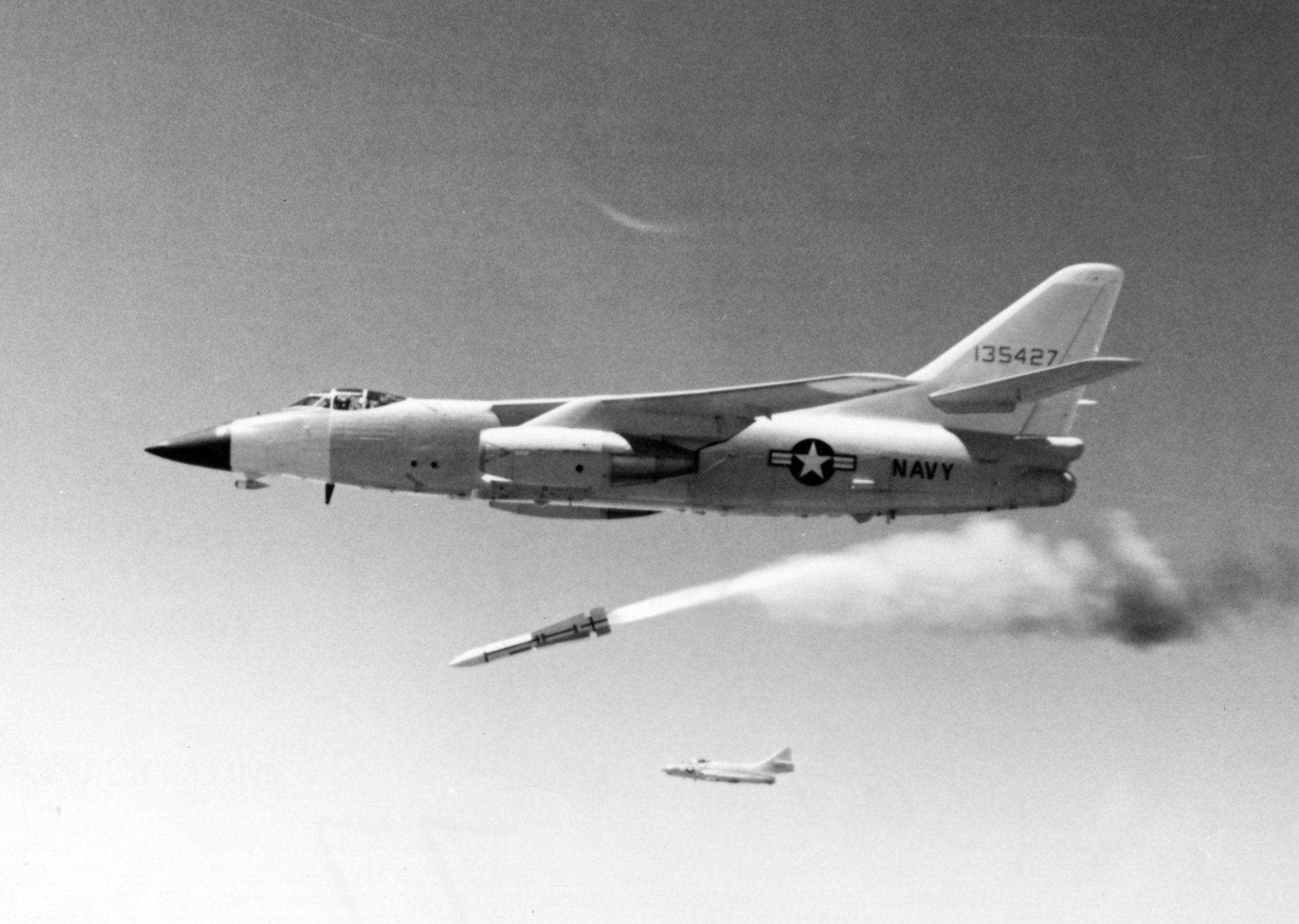
Uno Skywarrior impegnato nelle prove del missile Phoenix.

Con il completamento del 50º esemplare avvenuto nel 1956, venne introdotta la seconda (e principale) versione, denominata AD3-2 (prodotta complessivamente in 164 unità): le principali differenze riguardavano l'irrobustimento della cellula, l'introduzione di una nuova versione dei propulsori e, come risultato di queste due, l'incremento del peso massimo al decollo ora salito a 82 000 lb (circa 37 200 kg). L'impiego di una versione più pesante dello Skywarrior era stata resa possibile anche dall'entrata in servizio di una nuova classe di portaerei, a partire dal 1955, con la USS Forrestal (CV-59).
Negli esemplari finali della serie vennero introdotti slat sul bordo d'attacco delle ali, un nuovo impianto radar per la navigazione (riconoscibile dalla forma del cono di prua che terminava con una netta troncatura obliqua) e la sonda (passiva) per il rifornimento in volo. Venne anche standardizzato il terminale di coda privo della torretta armata comandata a distanza (definito "a coda di rondine"): tale soluzione, nata per ospitare le apparecchiature elettroniche nella versione A3D-1Q, venne applicata (successivamente) in modo generalizzato.
Nel 1958 fecero la loro comparsa le principali varianti della versione A3D-2: una (denominata A3D-2P, prodotta in 29 unità) da fotoricognizione (che riprendeva lo schema del singolo YA3D-1P, realizzato precedentemente), una (A3D-2Q, 25 esemplari) per compiti ECM (pur simili agli esemplari di A3D-1Q, mancavano le "guance" ai lati della fusoliera mentre erano presenti finestrini nel vano dei "corvi") ed una (A3D-2T, 12 esemplari) destinata all'addestramento (in questo caso il vano bombe era pressurizzato ed era stato trasformato in una sorta di aula volante).
L'ultimo Skywarrior di nuova produzione ad uscire dalle linee di montaggio fu proprio uno di questi ultimi addestratori, nel gennaio del 1961; successivamente diversi esemplari vennero modificati (in alcuni casi anche singolarmente) per compiti specifici o per programmi di prova. Le conversioni principali riguardarono la trasformazione dei velivoli in aerocisterne per il rifornimento in volo; furono infatti ben 134 gli esemplari di A3D-2 (rinominati A-3B, successivamente al 1962) trasformati in aerocisterne, di cui 39 in una configurazione mista che consentiva sia l'impiego per la guerra elettronica che il rifornimento in volo (variante designata EKA-3B).
Nel frattempo, con l'avvento della Guerra del Vietnam gli Skywarrior vennero impiegati in combattimento; in particolare tra il 1965 ed il 1967 in missioni da bombardamento e di lancio di mine. Furono utilizzati anche esemplari da ricognizione e per la guerra elettronica, ma il numero maggiore di missioni furono svolte per il rifornimento di altri velivoli, non di rado a corto di carburante dopo essere stati colpiti nei serbatoi dalle difese nemiche.

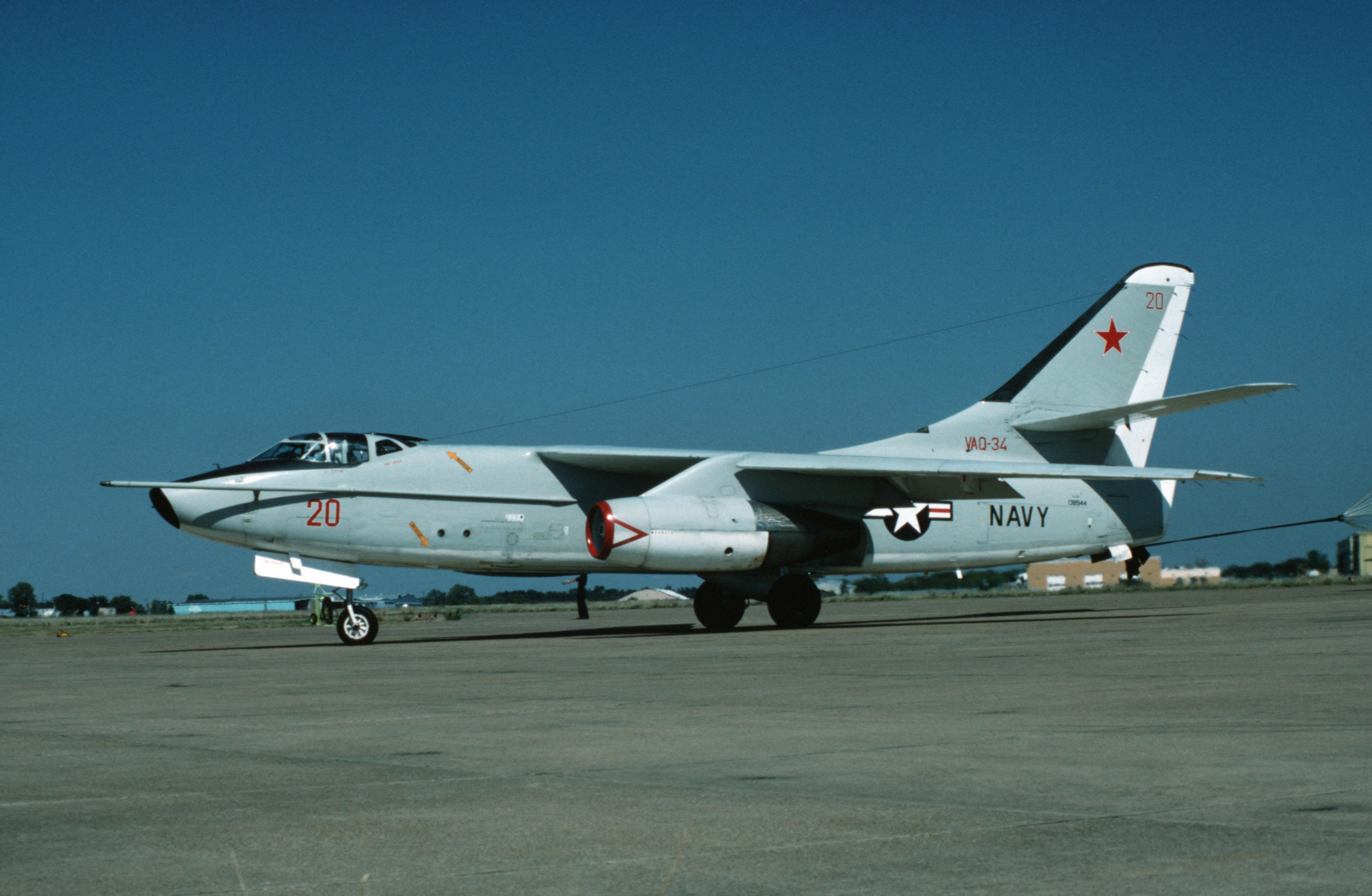
Un esemplare della versione EA-3B in una foto del 1988. Si noti la stella rossa campeggiare sulla deriva.

Tra i programmi sperimentali che videro impegnati gli Skywarriors, degno di nota è il ciclo di prove svolto per la messa a punto del missile aria-aria a lungo raggio AIM-54 Phoenix che, all'epoca, avrebbe dovuto equipaggiare gli F-111B.
Gli Skywarrior vennero gradualmente ritirati dai compiti di prima linea: gli ultimi impieghi in reparti da bombardamento vengono fatti risalire al 1988. Posteriormente a questa data rimasero in servizio alcuni esemplari impiegati per la guerra elettronica e per il trasporto. Alcuni esemplari della versione EA-3B vennero impiegati anche durante la guerra del Golfo e l'ultimo volo ufficiale (svolto da un ERA-3B) venne effettuato il 30 settembre 1991.
La colorazione degli A-3 ha (ovviamente) seguito l'evoluzione degli standard della US Navy: dalla colorazione iniziale blu scuro lucido (FS15042), a partire dal 1955 si passò allo standard (comune allo United States Marine Corps) con grigio chiaro opaco (FS36440) su tutte le superfici superiori e laterali e bianco lucido (FS17875) per tutte le superfici inferiori e le superfici mobili di controllo. Nel 1978, secondo lo standard più recente, gli Skywarriors vennero ridipindinti interamente in grigio chiaro opaco (FS36440). Per finire, a partire dal 1982, i colori vistosi per le insegne e le coccarde vennero aboliti e sostituiti da varie tonalità di grigio (a bassa visibilità).

## Versioni

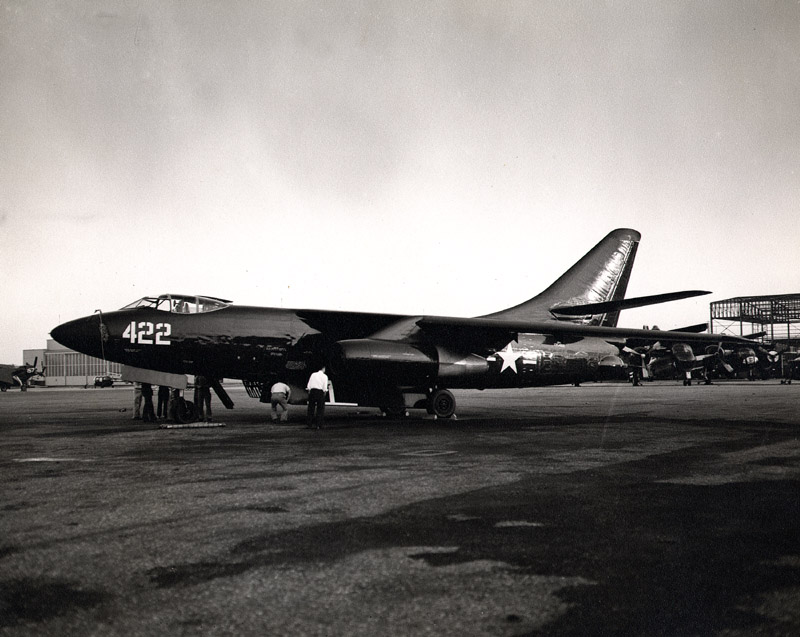
Uno Skywarrior versione A3D-1. La colorazione blu navy venne abbandonata nel 1955.

Tra parentesi viene riportata la denominazione assunta in seguito all'unificazione delle designazioni operata dall'USAF e dalla US Navy nel corso del 1962.
- XA3D-1: due esemplari, costruiti tra il 1951 ed il 1952, in funzione di prototipi. Erano equipaggiati con motori Westinghouse J40.
- YA3D-1 (YA-3A): singolo velivolo di pre-serie; in seguito all'abbandono del programma del motore J40, i tecnici della Douglas e dell'US Navy decisero per l'installazione dei motori Pratt & Whitney J57 (nella versione P-1). Successivamente venne dapprima portato allo standard degli esemplari di serie, poi impiegato come prototipo per una versione da fotoricognizione ed identificato come YA3D-1P (YRA-3A) e come A3D-1P (RA-3A). Finì la propria carriera operativa impiegato in un programma di prove che comportò un ulteriore cambio di designazione in NRA-3A.
- A3D-1 (A-3A): prima versione di serie; rispetto ai prototipi aveva la forma aerodinamica dell'abitacolo rivista ed altre modifiche di dettaglio. Ne furono prodotti 49 esemplari che furono i primi ad essere dotati della torretta caudale con i cannoni. Vennero utilizzati prevalentemente per la conversione operativa degli equipaggi.
  - NA-3A: un esemplare di A-3A impiegato per un programma di prove.
  - YA3D-1Q (YEA-3A): un esemplare di A3D-1 venne utilizzato come prototipo per la realizzazione di una versione da ricognizione elettronica.
  - A3D-1Q (EA-3A): quattro esemplari della serie A3D-1 convertiti in ricognitori elettronici (con funzioni ELINT).
    - NEA-3A: un esemplare utilizzato per un programma di prove.

  - A3D-1T (TA-3A): un singolo esemplare di A3D-1 trasformato in addestratore, con l'installazione di doppi comandi.

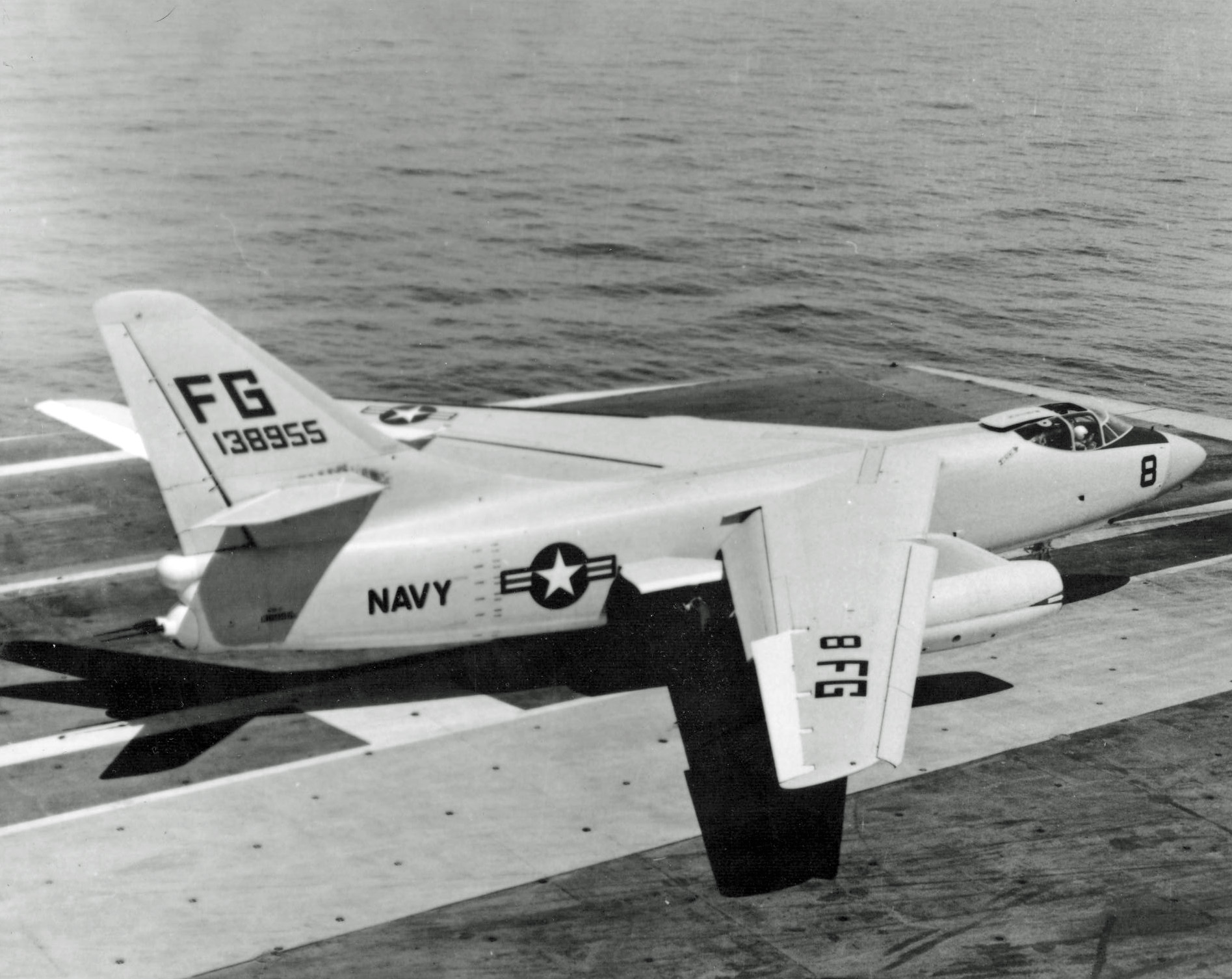
Un A3D-2, sul ponte della USS Saratoga.

- A3D-2 (A-3B): seconda versione di serie, inizialmente identificata come A3D-1B; venne costruita in 164 unità che differivano prevalentemente per l'impiego della versione P-10 del motore J57, per il vano bombe modificato. Negli esemplari finali della serie venne installato il sistema per il rifornimento in volo (con la caratteristica sonda) ed eliminata l'installazione della torretta di coda con i cannoni, in favore dell'apparato ECM. Questa soluzione era già stata realizzata con modifiche apportate presso i reparti, trasformando (di fatto) i compiti dell'artigliere in quelli di operatore di sistemi elettronici.
  - KA-3B: 85 esemplari di A-3B vennero trasformati in aerocisterne, dotati di un singolo tubo di rifornimento in fusoliera.
  - EKA-3B: si trattò della trasformazione di 39 esemplari di A-3B in una versione ibrida, adattabile con relativa facilità sia a compiti ECM che a quelli di aerocisterna.

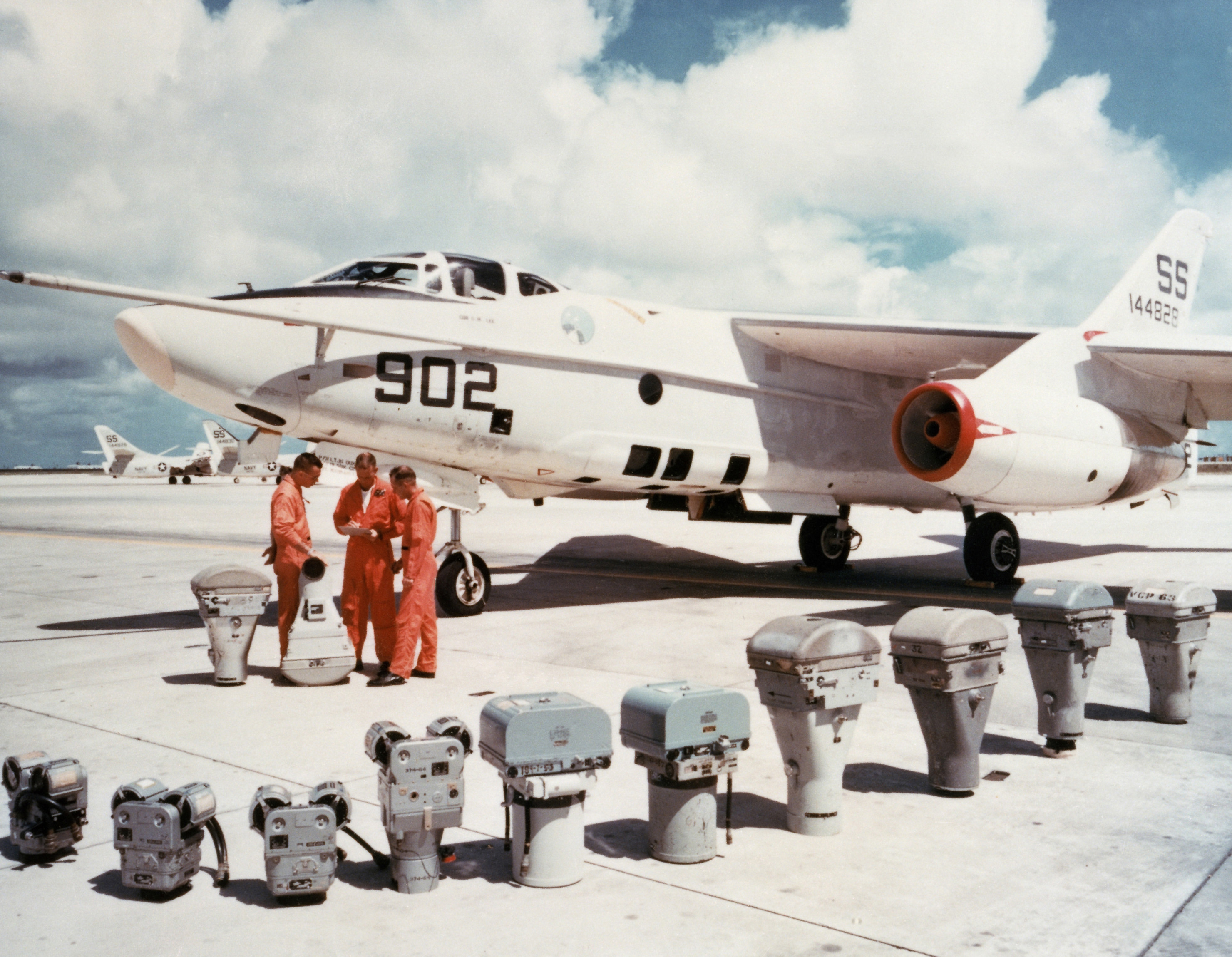
Uno Skywarrior della serie RA-3B e le sue fotocamere usate durante le missioni di fotoricognizione.

- - NA-3B: due esemplari di A-3B utilizzati in programmi di prove.
- YA3D-2: esemplare di serie A3D-2 utilizzato come banco di prova volante per prove di motori.
  - YA3D-2P (YRA-3B): un esemplare, con le stesse caratteristiche degli A3D-2, venne utilizzato come prototipo per la realizzazione di una versione da fotoricognizione.
  - A3D-2P (RA-3B): 29 esemplari di serie della versione da ricognizione fotografica, equipaggiati con 12 apparecchiature fotografiche disposte nel vano bombe, affidate a due operatori (l'equipaggio saliva quindi a 4 membri complessivi).
    - ERA-3B: 8 unità di RA-3B convertiti in funzione ECM.
    - NRA-3B: 6 velivoli RA-3B impiegati in programmi di prove.
    - TNRA-3B: un esemplare di NRA-3B utilizzato come velivolo per addestramento.

  - A3D-2Q (EA-3B): versione per contromisure elettroniche, costruita in 25 esemplari.
  - A3D-2Z (VA-3B): un esemplare della serie A3D-2Q venne trasformato in velivolo da trasporto VIP, generalmente utilizzato per i membri dello stato maggiore.
  - A3D-2T (TA-3B): serie di 12 esemplari destinati all'addestramento per gli equipaggi.
  - UA-3B: due esemplari di TA-3B vennero trasformati per l'impiego multiruolo (utility).

I dati relativi alle versioni sono tratti da "www.uswarplanes.net" e da "www.airvectors.net".

## Sviluppi correlati
- Douglas B-66 Destroyer: versione appositamente realizzata in risposta ad una specifica della United States Air Force, che richiedeva un sostituto per il B-26 Invader.

## Utilizzatori
Stati Uniti
- United States Navy

### Pubblicazioni
- (EN) Skywarrior - Designing the World's Heaviest Carrier-based Aircraft, in Flight, 18 febbraio 1955. URL consultato il 4 febbraio 2011.
- (EN) For Naval Attack - An Analysis of the Douglas A3D Sky warrior of the U.S. Navy, in Flight, 15 febbraio 1957. URL consultato il 6 febbraio 2011.